# Stenka Razine (film)
Pour les articles homonymes, voir Stenka Razine (homonymie).
Pour plus de détails, voir Fiche technique et Distribution.
Stenka Razine (Стенька Разин) est un film russe réalisé par Vladimir Romachkov, sorti en 1908 sous le titre russe Понизовая вольница (Ponizovaïa Volnitsa).

## Synopsis
L'histoire du chef cosaque Stenka Razine.

## Fiche technique
- Titre français : Stenka Razine
- Titre russe : Понизовая вольница
- Réalisation : Vladimir Romachkov
- Scénario : Vassili Gontcharov
- Production : Alexandre Drankov
- Photographie : Alexandre Drankov et Nikolaï Kozlovsky
- Pays d'origine : Russie
- Format : Noir et blanc - Film muet
- Genre : Historique, court métrage
- Durée : 6 minutes
- Date de sortie : 
  -  Empire russe : 15 octobre 1908

## Distribution
Evgueni Petrov-Kraïevsky : Stepan 'Stenka' Razine

## Analyse
Il est généralement considéré par les historiens du cinéma comme le « premier film russe », bien qu'un autre film, Boris Godounov, inachevé, soit sorti en 1907.